# La Table
La Table är en kommun i departementet Savoie i regionen Auvergne-Rhône-Alpes i sydöstra Frankrike. Kommunen ligger i kantonen La Rochette som tillhör arrondissementet Chambéry. År 2022 hade La Table 432 invånare.

## Befolkningsutveckling
Antalet invånare i kommunen La Table
| Referens: INSEE |